# Brejning Station
Brejning Station er en dansk jernbanestation i stationsbyen Brejning mellem Vejle og Fredericia i Østjylland.